# حرمن
حرمن هو مركب أمين حلقي غير متجانس الذي يتواجد في مجموعة متنوعة من الأطعمة ، ويشمل ذلك القهوة ،  الصلصات ،  واللحوم المطبوخة.  كما أنه يتواجد في دخان التبغ . 

## كيمياء
الحرمن هو مشتق مميثل من بيتا - كربولين ، وصيغته  الجزيئية هيC 12 H 10 N 2 .